# Henryk Czembor
Henryk Czembor (ur. 26 listopada 1941 w Pszczynie) – polski duchowny Kościoła Ewangelicko-Augsburskiego w RP i przez wiele lat członek jego władz naczelnych, doktor nauk teologicznych, historyk, pisarz, poeta, były nauczyciel akademicki Chrześcijańskiej Akademii Teologicznej w Warszawie, w latach 1995-2001 współprzewodniczący Komisji Regulacyjnej do Spraw Kościoła Ewangelicko-Augsburskiego.

## Życiorys
W latach 1959–1963 studiował teologię ewangelicką na Wydziale Teologicznym Chrześcijańskiej Akademii Teologicznej w Warszawie. Po studiach został w 1963 ordynowany przez bp. Andrzeja Wantułę na duchownego Kościoła Ewangelicko-Augsburskiego. Otrzymał nominację na wikariusza w Łodzi. W latach 1964–1966 obsługiwał parafię ewangelicko-augsburską w Tomaszowie Mazowieckim. W 1966 został jej administratorem, a w 1970 wybrano go na jej proboszcza. W latach 1964–1970 odbył studia na kierunku historia w Uniwersytecie Łódzkim. W latach 1972–1997 był zatrudniony jako wykładowca Chrześcijańskiej Akademii Teologicznej w Warszawie. W 1977 uzyskał w tej uczelni stopień doktora nauk teologicznych w zakresie historii Kościoła na podstawie rozprawy na temat dziejów Ewangelickiego Kościoła Unijnego na polskim Górnym Śląsku (ukazała się drukiem w 1993). W 1983 został administratorem parafii ewangelicko-augsburskiej w Ustroniu, a później był jej proboszczem do czasu przejścia na emeryturę.
Był członkiem naczelnych władz Kościoła Ewangelicko-Augsburskiego w Polsce (1985-1997), w tym sekretarzem Wydziału Synodalnego, radcą Konsystorza i przewodniczącym Komisji Prawniczej Synodu. W latach 1995–2001 był współprzewodniczącym Komisji Regulacyjnej, zajmującej się zwrotem nieruchomości kościelnych przejętych przez władze Polski Ludowej.
Jest autorem 50 publikacji zwartych, w tym artykułów naukowych z zakresu historii Kościoła oraz tekstów rozważań teologicznych, poezji i opowiadań. Przez wiele lat regularnie publikował na łamach czasopisma "Zwiastun Ewangelicki".
Był żonaty z Emilią Czembor z domu Wisełka (1942-2011), magistrem chemii, nauczycielem, w latach 2000-2006 przewodniczącą Rady Miasta Ustroń. W związku tym urodziło się trzech synów.

## Wybrane publikacje
1. Blisko Boga, Warszawa 1985 s. 376
2. Ojcze nasz, Warszawa 1991 s. 63; II wydanie Cieszyn 2000
3. Ewangelicki Kościół Unijny na Polskim Górnym Śląsku, Katowice 1993 s. 276
4. Gdy się modlicie, mówcie Bielsko-Biała, 1994 s. 40; II wydanie Cieszyn 2000
5. Chrystus żyje (współautor: Jerzy Gryniakow) Warszawa 1994 s. 211-377
6. Pan Bóg jest obecny Bielsko-Biała 1996 s. 201
7. Droga przez śmierć, Kraków 1997 s. 373
8. Rozmowy z Bogiem Cieszyn 2000 s. 112
9. Siedem słów Cieszyn 2000 s. 47
10. Podobieństwo o synu marnotrawnym Cieszyn 2000 s. 40
11. Zaprzyjaźnić się z mijającym czasem Cieszyn 2000 s. 79
12. Na dni powszednie i święta 2001 Cieszyn 2000 s. 79
13. Narodził się nam Zbawiciel Cieszyn 2000 s. 23
14. Gdzież jest o śmierci zwycięstwo twoje Cieszyn 2001 s. 36
15. Nie wstydzę się Ewangelii Chrystusowej Cieszyn 2001 s. 312
16. Dzieje chrześcijaństwa. Starożytność Cieszyn 2001 s.191
17. Słowo Boże na dobry i zły czas, Cieszyn 2001 s. 192
18. Święto rozgrzanych serc Cieszyn 2001 s. 52
19. Umarł i zmartwychwstał Cieszyn 2002 s. 63
20. Nadzieje, oczekiwanie, spełnienie Cieszyn 2002 s. 63
21. Błogosławiony, który przychodzi w imieniu Pańskim Cieszyn 2003 s. 51
22. Parafia Ewangelicko-Augsburska w Ustroniu 1783-2003 Cieszyn 2003 s. 40
23. Każdy dzień ze Słowem Bożym Cieszyn 2003 s. 392
24. Chwała Bogu na wysokościach Cieszyn 2003 s. 68
25. Tak Bóg umiłował świat Cieszyn 2004 s. 60
26. Błogosławiony czas Cieszyn 2004 s. 64
27. Wokół Ukrzyżowanego Cieszyn 2005 s. 52
28. Spełnienie Bożych obietnic Cieszyn 2005 s. 76
29. Dni, które dały nadzieję Cieszyn 2006 s. 80
30. Błogosławieni, którzy słuchają Słowa Bożego Cieszyn 2006
31. Świąteczne dary Cieszyn 2006
32. Idziemy do Jerozolimy Cieszyn 2007 s. 80
33. Bóg jest miłością Cieszyn 2007 s. 296
34. Światłość prawdziwa już świeci Cieszyn 2007 s. 72
35. Miłość Boża w Jezusie Chrystusie Cieszyn 2008 s. 76
36. Wysłuchaj mnie Boże Cieszyn 2008 s. 240
37. Pójdźmy do Betlejem Cieszyn 2008 s. 80
38. Poszukiwanie łaskawego Boga Cieszyn 2009 s. 80
39. Wspaniały dar Cieszyn 2009 s. 72
40. Droga do zbawienia Cieszyn 2010 s. 72
41. Zbawiciel przyszedł Cieszyn 2010 s. 72
42. Zbawiciel jest wśród nas Cieszyn 2011 s. 63
43. Słowo Boże jest Cieszyn 2011 s. 373
44. Syn jest nam dany Cieszyn 2011 s. 64
45. Chrystus naszą nadzieją... Cieszyn 2012 s. 64
46. Słowo Żywota Cieszyn 2012 s. 351
47. Narodziło się nam Dziecię Cieszyn 2012 s. 63
48. Chrystus syn Boga żywego Cieszyn 2013 s. 68
49. Syn Boży przychodzi do Ciebie Cieszyn 2013 s. 68
50. Jeden za wszystkich Cieszyn 2014 s. 68[3]